# Bürgermeisterei Altenwied
Die Bürgermeisterei Altenwied war eine von zunächst zehn preußischen Bürgermeistereien, in welche sich der 1816 gebildete Kreis Neuwied im Regierungsbezirk Coblenz ursprünglich verwaltungsmäßig gliederte. Zugleich war die Bürgermeisterei eine der drei, die aus dem kurkölnischen Amt Altenwied entstanden waren. Zur Bürgermeisterei gehörten 53 Ortschaften, in denen 1817 insgesamt 2.211 Einwohner lebten. Der Verwaltungssitz der Bürgermeisterei Altenwied war in Asbach. Die Bürgermeisterei Altenwied wurde 1823 aufgelöst.

## Honnschaften und Ortschaften
Entsprechend der vorherigen im Amtsbezirk üblichen kurkölnischen Verwaltungsgliederung waren die Ortschaften in Honnschaften zusammengefasst, wobei die größeren Honnschaften wiederum untergliedert wurden (Einwohnerzahlen Stand 1817; Schreibweise der Ortsnamen z. T. auf die heutige Bezeichnung angepasst):
Honnschaft Bühlingen I (Hauptort Bühlingen, später Gemeinde Bühlingen, seit 1969 Teil der Ortsgemeinde Neustadt (Wied))
- Bühlingen (80)
- Brüchen (26)
- Ehrenberg (55)
- Krummenau (24)
- Thalhof (25)

Honnschaft Bühlingen II (Hauptort Niederetscheid, seit 1969 Teil der Ortsgemeinde Neustadt)
- Etscheid mit dem Hammerhof (38)
- Niederetscheid (38)
- Oberetscheid (26)
- Prangenberg (29)
- Rüddel (43)
- Voigtslag (17)

Honnschaft Elsaff im Thal (Hauptort Oberelsaff, später Gemeinde Elsaffthal, seit 1969 Teil der Ortsgemeinde Neustadt)
- Kodden (26)
- Mittelelsaff (28)
- Oberelsaff (46)
- Rott (86)
- Rotterheide mit Schloss und Hof Altenwied (40)
- Steeg (24)
- Unterelsaff mit einer Ölmühle (36)
- Wahrenberg (23)
- Wiedmühle (21)

Honnschaft Lohrscheid I (Hauptort Lohrscheid, später Gemeinde Lorscheid, seit 1969 Teil der Ortsgemeinde St. Katharinen)
- Anxbach und Hermannseifen (18)
- Brochenbach (12)
- Homscheid (30)
- Lohrscheid (114)
- Segenau (15)
- Steinshard und Hinterlohrscheid (106)
- Strödt (92)

Honnschaft Lohrscheid II (Hauptort Vettelschoß, heute Ortsgemeinde Vettelschoß ohne Notscheid)
- Kalenborn (99)
- Kau und Seiferhof (25)
- Notscheid (21; Lorscheider Teil)
- Vettelschoß (130)
- Willscheid und Oberwillscheid (59)

Honnschaft Rederscheid (Hauptort Rederscheid, später Gemeinde Rederscheid, seit 1970 Teil der Ortsgemeinde Windhagen)
- Frohnen (22)
- Günterscheid (33)
- Hallerbach (31)
- Hohn (69)
- Köhlershohn (10)
- Rederscheid (56)
- Schweifeld (86)

Honnschaft Windhagen (Hauptort Windhagen, heute Ortsgemeinde Windhagen)
- Birken und Birkenseifen (15)
- Hecken (30)
- Hüngsberg (39)
- Johannisberg (27)
- Niederwindhagen (57)
- Oberwindhagen (23)
- Stockhausen mit Wiesplätzchen (148)
- Windhagen (57)

## Geschichte
Die Bürgermeisterei Altenwied war eine von drei Bürgermeistereien, die nach 1815 aus dem vorherigen seit Mitte des 13. Jahrhunderts bestehenden kurkölnischen Amt Altenwied entstanden waren.
Die Herrschaft Kurkölns endete 1803 nach über 500 Jahren mit dem Reichsdeputationshauptschluss. Das Gebiet des Amtes Altenwied wurde zunächst dem Fürstentum Wied-Runkel zugeordnet und kam 1806 aufgrund der Rheinbundakte zum Herzogtum Nassau. Als Teil des Herzogtums Nassau bestand ebenfalls ein Amt Altenwied. Nach dem Wiener Kongress wurde das Gebiet 1815 dem Königreich Preußen zugesprochen.
Die Bürgermeisterei Altenwied wurde 1823 aufgelöst und auf die beiden anderen aus dem Amt Altenwied entstandenen Bürgermeistereien Asbach und Neustadt aufgeteilt. Die Honnschaften Bühlingen, Elsaff im Thal und Lohrscheid kamen zur Bürgermeisterei Neustadt-Wied, Rederscheid und Windhagen kamen zur Bürgermeisterei Asbach.